# 阿贡三世
阿贡三世（英語：Agum III，约公元前1470年前后在位）是巴比伦第三王朝国王，为加喜特人后裔。他一生当中，曾多次在南部指挥军事战役，对抗那里的海地军队。他所对抗的地方为一个行政区域，之所以叫做海地，是因为那里靠近波斯湾。